# Ang Rita
Ang Rita o Angrita Sherpa —en nepalí: आङ्गरिता शेर्पा— (Thame, Distrito de Solukhumbu, 1948-Katmandú, 21 de septiembre de 2020) fue un veterano escalador nepalí de origen sherpa, conocido como Heem Chituwa —en nepalí: हिम-चितुवा— que significa el Leopardo de la nieve por haber escalado con éxito el monte Everest en diez ocasiones sin ayuda de oxígeno artificial.
Tras realizar la sexta ascensión al Everest en 1990 batió el récord de subidas, alcanzando su décima subida en 1996, récord que fue reconocido en el Libro Guiness de los Récords en 2017. Ostentó además el récord de ser el primer escalador en alcanzar la cima del Everest sin oxígeno durante el invierno.

## Biografía
Nació en Thame al norte de Solukhumbu en 1948. Empezó a trabajar como guía de montaña a los trece años. Uno de sus logros de coronar con éxito en diez ocasiones sin oxígeno la cima del Everest fue cuestionado y rechazado por una parte del sector ya que según indicaron había empleado una máscara conectada a una botella de oxígeno mientras pernoctaba en el campamento 4. Hecho que generó ciertas controversias.
Además de coronar la cima más alta del mundo, logró ascender cuatro de los catorce ochomiles: en una ocasión las cimas del Kangchenjunga (8586 m s. n. m.) y el Makalu (8463 m s. n. m.), la del Cho Oyu (8201 m s. n. m.) en cuatro ocasiones y tres veces logró la cima del Dhaulagir (8167 m s. n. m.) todas ellas sin ayuda de oxígeno artificial.
En 2017 sufrió un accidente cerebrovascular que le dejó secuelas en su salud. En 2012 la pérdida de su hijo —también escalador— a causa de un accidente en el campamento base de la mítica montaña agravó su estado de salud. Falleció a los setenta y dos años el 21 de septiembre de 2020 en Katmandú, en el domicilio de su hija, las causas del deceso no fueron difundidas. La noticia fue confirmada por la Asociación de Montañismo de Nepal (NMA).
Sobre el Ang Rita el reconocido escalador y sherpa Kami Rita —veinticuatro cimas del Everest— afirmó que a pesar de sus logros la mayoría de los sherpas mueren sin que la contribución que realizan a Nepal sea reconocida y en ocasiones en situaciones precarias:

Su valor y dedicación no podrán nunca ser descritas en palabras. Se necesita dedicación, pasión y coraje para escalar el Everest sin ayuda de oxígeno. Ang Rita lo hizo en diez ocasiones [...] hay muchos sherpas que mueren por el país pero su contribución apenas es reconocida.

## Ascensiones al Everest
En solo trece años Ang Rita alcanzó la cima del Everest (8 848 m s. n. m.) diez veces sin usar botella de oxígeno, ocho de las veces por la ruta de la cara sureste.
|     | Fecha                   | Ruta a la cima                 |
| --- | ----------------------- | ------------------------------ |
| 1.  | 7 de mayo de 1983       | Cresta Sudeste                 |
| 2.  | 15 de octubre de 1984   | Pilar Sur                      |
| 3.  | 29 de abril de 1985     | Cresta Sudeste                 |
| 4.  | 22 de diciembre de 1987 | Cresta Sudeste                 |
| 5.  | 14 de octubre de 1988   | Cresta Sudeste                 |
| 6.  | 23 de abril de 1990     | Cresta Sudeste                 |
| 7.  | 15 de mayo de 1992      | Cresta Sudeste                 |
| 8.  | 16 de mayo de 1993      | Cresta Sudeste                 |
| 9.  | 13 de mayo de 1995      | Collado Norte – Cresta Noreste |
| 10. | 23 de mayo de 1996      | Cresta Sudeste                 |